# Bdelyrus grandis
Bdelyrus grandis (лат.) — вид пластинчатоусых жуков рода Bdelyrus из подсемейства скарабеины (Scarabaeinae). Неотропика: Колумбия и Эквадор. 

## Описание
Длина тела от 9,96 до 10,29 мм, ширина от 5,31 до 5,48 мм. Клипеус выстуающий кпереди, межглазничное расстояние равно 6,8 диаметрам глаз; клипеус самок глубоко окаймлённый, а пигидиус пунктированный. Основная окраска тела коричневато-чёрная, блестящая. Навозный жук, населяет низинные вечнозелёные тропические леса Амазонии на высотах около 350 м. Встречается в апреле и августе. Усики с 3-члениковой булавой. Задние голени с одной вершинной шпорой. Вид был впервые описан в 1998 году канадским энтомологом Джойсом Куком (Joyce Cook, North Augusta, Онтарио, Канада) по материалам, собранным в Колумбии.